# Plesina phalerata
Plesina phalerata är en tvåvingeart som först beskrevs av Johann Wilhelm Meigen 1824.  Plesina phalerata ingår i släktet Plesina och familjen parasitflugor. Inga underarter finns listade i Catalogue of Life.